# Sean Parnell
Sean R. Parnell, född 19 november 1962 i Hanford, Kalifornien, är en amerikansk republikansk politiker. Han var viceguvernör i Alaska 2006-2009. Han efterträdde Sarah Palin som guvernör efter att hon avgått den 26 juli 2009.
Parnell utmanade sittande kongressledamoten Don Young i republikanernas primärval inför kongressvalet 2008. Young besegrade Parnell knappt och blev sedan omvald i själva kongressvalet.
Sarah Palin meddelade den 3 juli 2009 att hon skulle avgå som guvernör den 26 juli.